# Volo Spanair 5022
Il volo Spanair 5022  è stato un collegamento di linea tra Madrid e Gran Canaria, in Spagna. Il 20 agosto 2008, il McDonnell Douglas MD-82 che operava il volo si schiantò al suolo subito dopo il decollo. Nell'incidente persero la vita complessivamente 154 persone, mentre i superstiti furono solamente 18.
È stato il primo incidente mortale per la Spanair (una sussidiaria della Scandinavian Airlines System) nei 20 anni di esistenza della società, e il 24º incidente che ha coinvolto un MD-82. È stato il peggior incidente aereo in Spagna dal disastro del volo Avianca 011 del 1983.
L'incidente peggiorò ulteriormente l'immagine all'epoca già negativa di Spanair e aggravò le sue difficoltà finanziarie. Spanair cessò successivamente le operazioni il 27 gennaio 2012.

## L'incidente
Il velivolo, soprannominato Sunbreeze e con numero di registrazione EC-HFP, fu consegnato il 18 novembre 1993 a Korean Air che lo cedette a Spanair nel luglio 1999. L'aereo era pilotato dal comandante 39enne Antonio Garcia Luna e dal primo ufficiale 31enne Francisco Javier Mulet. Il 20 agosto, proveniente da Barcellona, era atterrato all'aeroporto di Madrid-Barajas alle ore 10:13 senza aver riportato anomalie. Durante l'attesa per il decollo verso Gran Canaria, l'aereo venne rifornito con 10.130 litri di carburante. Il peso dichiarato al decollo era pertanto di 141 863 libbre (64 348 kg), inferiore al massimo consentito per questa tipologia di aereo, fissato in 147 000 libbre (67 000 kg).

### Prima dell'incidente
Alle ore 13:06:15, il volo fu autorizzato allo start-up dei motori; quindi, si spostò sulla pista fino alla posizione di decollo, dove fu autorizzato al take-off alle ore 13:24:57. A questo punto, i piloti informarono la torre di controllo che, avendo notato un surriscaldamento della sonda di rilevamento della temperatura dell'aria, avrebbero dovuto lasciare la pista per tornare al parcheggio.
Spenti i motori, l'aereo venne esaminato dai tecnici che decisero di disattivare la sonda in quanto, secondo la minimum equipment list (lista di equipaggiamenti minimi per l'operatività di un aeroplano), non era ritenuta un elemento indispensabile per il volo. Una volta completato l'intervento, venne effettuato un ulteriore rifornimento di carburante (circa 2 380 libbre (1 080 kg)) e i piloti ricevettero l'autorizzazione ad accendere i motori e dirigersi verso la pista 36L.

### L'incidente
Alle ore 14:23:14, dopo che i piloti ebbero completato la check-list, l'aereo fu autorizzato al decollo. La visibilità era buona, vento di direzione variabile da 90° a 240°, con intensità 7 nodi (13 km/h). Alle ore 14:23:19, i piloti rilasciarono i freni e aumentarono la potenza dei motori. Nella cabina si sentì pronunciare: "V1". La velocità registrata dagli strumenti alle ore 14:24:08 era di 154 nodi (285 km/h). Nella cabina di pilotaggio si udì per 3 volte la voce sintetica dell'avviso di stallo. Durante tutta la procedura di decollo, il sistema di allarme per le procedure di decollo (TOWS) non entrò mai in funzione. I sensori di posizione dei flap rivelarono che, dal parcheggio allo schianto, la loro posizione rimase sempre a 0° (e non aperti a circa 11°, come era stato nella preparazione al primo decollo).

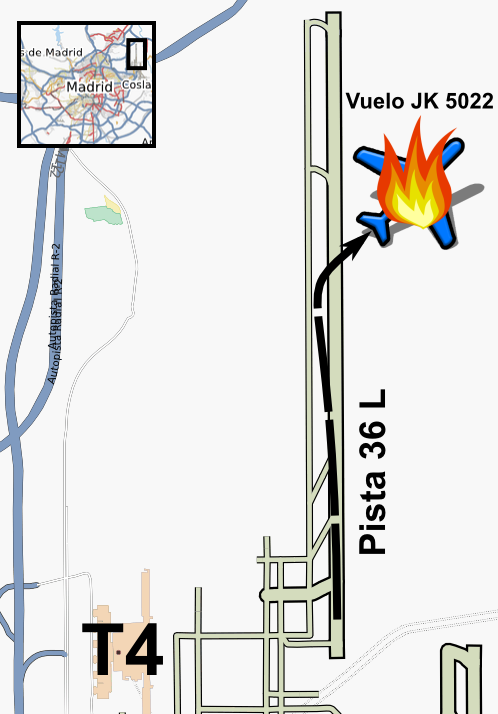
La dinamica dell'incidente.

### La sequenza dello schianto
Appena 3 secondi dopo il decollo, l'aereo iniziò a tremare e virare su entrambi i lati. Il primo ufficiale parlò con tono interrogativo di un'avaria al motore e ridusse la potenza su entrambi, soprattutto su quello destro, aumentando l'angolo di inclinazione verso destra a 32 gradi. Subito dopo spinse i motori alla massima potenza e l'inclinazione aumentò fino a 18 gradi. L'aereo colpì il suolo appena a destra della pista prima con la sezione di coda, poi con l'estremità dell'ala destra e con il motore destro. L'aereo viaggiò al suolo provocando il distacco di alcuni suoi componenti. Successivamente perse il contatto con il suolo saltando sopra un terrapieno. Il carrello ed i motori si staccarono dal velivolo e l'aereo continuò a scivolare al suolo per poi scontrarsi con un altro piccolo terrapieno. Nell'impatto la coda si staccò, la cabina di pilotaggio finì nell'area passeggeri e il carburante fuoriuscito e si incendiò, formando una palla di fuoco. L'aereo venne avvolto dalle fiamme e continuò a scivolare al suolo fino a raggiungere il torrente De la Vega e si scontrò con la sponda del fiume. La fusoliera era altamente frammentata a causa dello schianto ed era stata danneggiata dall'incendio. Il terzo anteriore della fusoliera si trovava sul letto del torrente, mentre i due terzi posteriori erano sul lato nord del torrente. Le ali e i due terzi posteriori della fusoliera furono inghiottiti e distrutti dal fuoco.

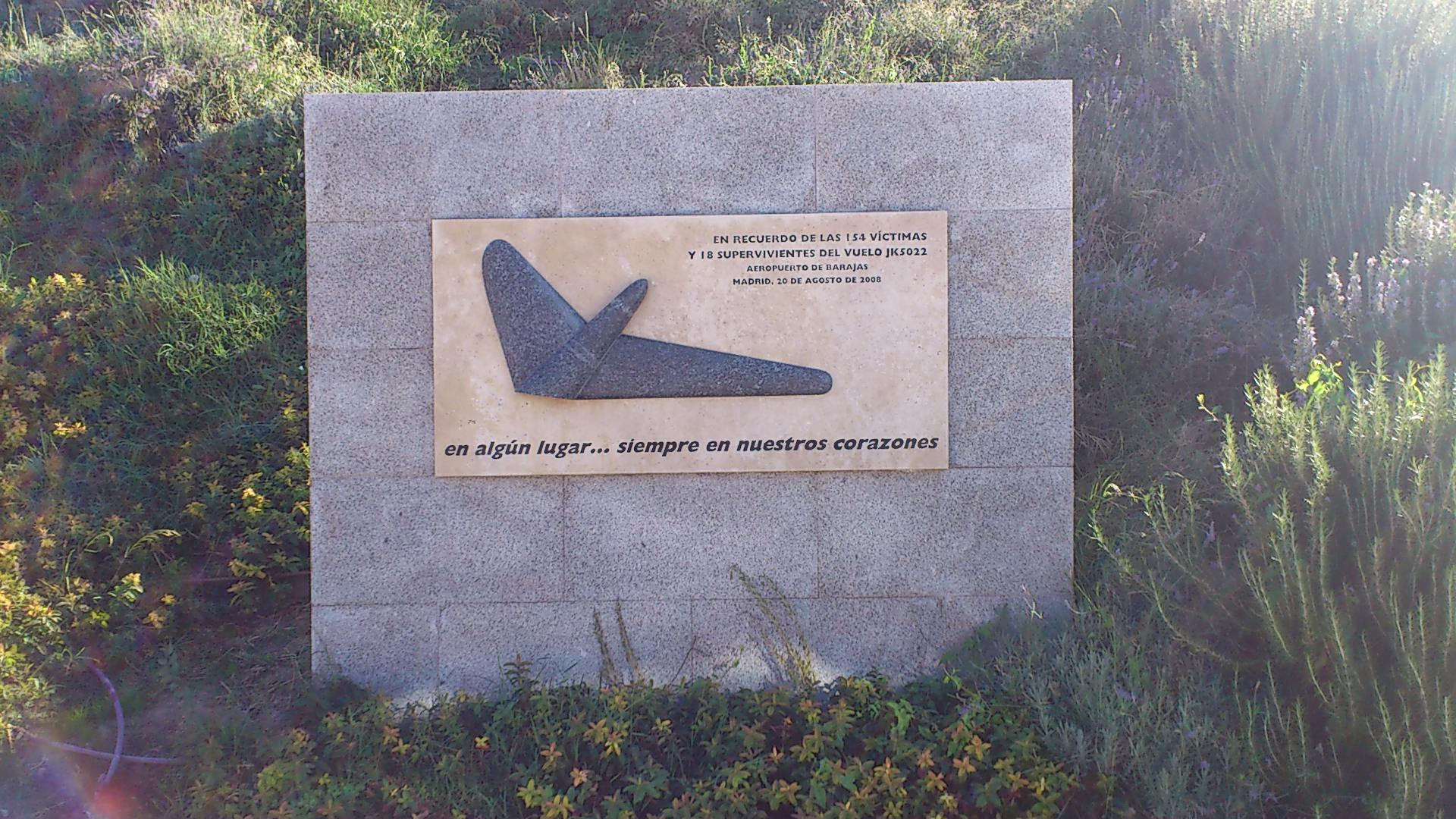
Targa commemorativa che ricorda le 154 vittime di JK5022.

I primi a raggiungere la zona del disastro furono alcuni dipendenti dell'aeroporto che si trovavano nelle vicinanze della zona del disastro.
I soccorritori trovarono 26 persone ancora in vita, ma una di loro morì durante il trasporto all'Ospedale Universitario di La Paz e altre sette morirono nelle ore successive a causa delle gravi ustioni riportate. Gli altri passeggeri morirono a seguito dello schianto o del successivo incendio. Le operazioni di salvataggio coinvolsero circa 230 tra medici e infermieri, 170 poliziotti, 70 vigili del fuoco e circa 45 ambulanze. Nella zona dell'incidente furono allestiti anche 4 ospedali da campo.

## Reazioni
Il sindaco di Madrid Alberto Ruiz-Gallardón raggiunse l'aeroporto pochi minuti dopo lo schianto. Il capo del governo José Luis Rodríguez Zapatero interruppe le proprie vacanze appena appresa la notizia della tragedia. Dopo l'incidente l'aeroporto di Madrid-Barajas rimase chiuso, riprendendo regolarmente i voli solo quattro ore più tardi.
La Famiglia Reale comunicò in una nota ufficiale di essere costernata per l'incidente e il Re Juan Carlos rimase in costante contatto con le autorità seguendo l'evolversi dei fatti. I Principi delle Asturie, Felipe e Letizia, si recarono negli ospedali per visitare i sopravvissuti.
Due giorni dopo l'incidente, il codice del volo con partenza da Madrid e destinazione Gran Canaria venne modificato da JK5022 a JK5024.

## Le indagini
Le indagini furono condotte dalla Comisión de Investigación de Accidentes e Incidentes de Aviación Civil (CIAIAC) con il supporto del National Transportation Safety Board, della Boeing in qualità di costruttore del velivolo (avendo inglobato il costruttore originario McDonnell Douglas) e di Pratt & Whitney in qualità di costruttore dei motori.
Il 6 ottobre, la CIAIAC rilasciò un rapporto preliminare nel quale veniva evidenziato che l'analisi del Flight Data Recorder mostrava che l'aereo era decollato con i flap a 0° e che l'allarme per questa errata configurazione non era suonato come avrebbe dovuto. Il rapporto non accennava a nessun'altra possibile causa dell'incidente in quanto sia i motori che i relativi inversori di spinta vennero ritrovati senza nessuna prova evidente di malfunzionamento.
Il 17 agosto 2009, la CIAIAC pubblicò un ulteriore rapporto preliminare: in esso venivano confermate le conclusioni del rapporto precedente, ovvero che l'incidente era stato causato dal decollo effettuato con flap e slat retratti e che l'allarme di errata configurazione non aveva allertato i piloti; venne aggiunto che l'ascolto del Cockpit Voice Recorder aveva evidenziato che i piloti avevano omesso la voce "set and check the flap/slat lever and lights" della "After start check-list". Infatti, mentre eseguiva la "Takeoff Imminent verification checklist" il copilota ripeté solamente «flap e slat: valori corretti» senza peraltro aver realmente controllato, come invece dimostrò l'evidenza dei fatti.
Nell'agosto 2010 venne pubblicato un ulteriore rapporto preliminare.

### Teorie

#### Incendio o esplosione
Alcuni resoconti di testimoni oculari suggerivano che l'aereo avesse subito un incendio o un'esplosione al motore prima di schiantarsi, ma l'autorità aeroportuale spagnola AENA pubblicò un video che mostrava che i motori non erano esplosi né avevano preso fuoco durante il decollo. Manuel Bautista, direttore generale dell'Autorità per l'aviazione civile spagnola, arrivò addirittura ad affermare: "Il motore non è la causa dell'incidente", ipotizzando che fosse più probabile una catena di eventi combinati che una singola causa.

#### Sensore della temperatura
C'era anche una teoria riguardante la sonda difettosa della temperatura dell'aria (il sensore RAT, situato sulla parte anteriore dell'aereo vicino alla cabina di pilotaggio) che inizialmente aveva costretto il pilota a riportare indietro l'aereo per manutenzione prima del secondo tentativo di decollo. Il meccanico aveva semplicemente disattivato la sonda perché l'elenco delle attrezzature minime dell'aereo consentiva di lasciarla inoperativa. Il 22 agosto, gli investigatori interrogarono il meccanico, che difese la sua azione affermando che non aveva nulla a che fare con l'incidente. Spanair sostenne il punto di vista del meccanico secondo cui la disattivazione della sonda era una procedura accettata. Spanair affermò che il problema rilevato al primo tentativo di decollo era un surriscaldamento causato dal sistema di sghiacciamento di un indicatore di temperatura, piuttosto che un malfunzionamento dell'indicatore di temperatura stesso, e che poiché la formazione di ghiaccio non costituiva un rischio su quel volo, il sistema di sghiacciamento era stato disattivato dal meccanico con l'approvazione del comandante.
L'11 maggio 2010, i dettagli trapelati dal registratore vocale della cabina di pilotaggio (CVR) vennero rilasciati dai media spagnoli. La registrazione mostrava che entrambi i piloti erano preoccupati per un lavoro di riparazione eseguito il giorno dell'incidente, in cui i meccanici avevano utilizzato un impacco di ghiaccio per raffreddare un sensore di temperatura surriscaldato e rimosso un fusibile. La BBC riferì che il giudice che indagava sull'incidente avrebbe interrogato tre meccanici sospettati di omicidio colposo. Si trattava del responsabile della manutenzione della Spanair a Barajas e dei due meccanici che avevano controllato l'aereo prima del decollo. Il 19 settembre 2012, il procedimento penale contro il meccanico Felipe García e il suo supervisore, José Antonio Viñuela, che insieme affrontarono 154 capi di imputazione per omicidio colposo e 18 capi di imputazione per lesioni, venne archiviato, lasciando la defunta compagnia aerea ad affrontare accuse civili.

#### Inversori di spinta
Le immagini del relitto mostravano uno degli inversori di spinta in posizione dispiegata, e una delle prime teorie costruite dai media era che l'inversore di spinta del motore n. 2 (lato destro) si fosse attivato durante la salita causando un'imbardata improvvisa dell'aereo verso la direzione destra. Questa teoria crollò per tre ragioni: in primo luogo, l'ingegnere aeronautico Alberto Garcia sottolineò che l'MD-82 ha motori montati sulla coda posizionati uno vicino all'altro e all'asse longitudinale dell'aereo, in modo che qualsiasi imbardata dovuta alla spinta asimmetrica sarebbe piccola. In secondo luogo, l'esame dei registri di manutenzione dell'aereo mostrava che l'inversore di spinta sul motore destro era stato disattivato in attesa di riparazione. Era stato chiuso con cavi e nastro adesivo posizionato sui comandi della cabina di pilotaggio per allertare l'equipaggio. L'MD-82 può volare con un solo inversore di spinta attivo. In terzo luogo, il motore raffigurato era quello sinistro, non quello destro. L'indagine concluse che la posizione dell'inversore di spinta era il risultato dell'incidente, non ne era stata la causa.

#### Flaps e slats
El Mundo riferì che il CVR aveva mostrato che il pilota aveva detto "Flaps OK, Slats OK" al copilota. L'articolo confermava che i flap non erano stati estesi e che l'allarme per quella condizione non era suonato. Il rapporto finale concluse poi che la causa dell'incidente era stata la mancata apertura dei flap.
Il registro di manutenzione dell'aereo riporta, due giorni prima dell'incidente, un allarme visivo di "guasto degli autoslat" verificatosi sull'estensione degli slat; tuttavia gli autoslat non vengono utilizzati durante il decollo e non si può dedurre che il sistema degli slat avesse un difetto.

#### Modalità di volo
In un articolo pubblicato il 7 settembre, El Mundo suggeriva che durante la preparazione del volo e i tentativi di decollo, l'aereo aveva alcuni dei suoi sistemi in modalità volo anziché in modalità terra. Gli investigatori notarono che un particolare relè di rilevamento del terreno (relè R2-5) era responsabile della diseccitazione del riscaldatore della sonda RAT quando era a terra e dell'inibizione del TOWS quando era in aria. Teorizzarono che un guasto in questo relè potesse spiegare sia il surriscaldamento della sonda sia il motivo per cui l'allarme dei flap e degli slat non avesse suonato. Quando il relè R2-5 fu recuperato dai rottami, fu sottoposto ad un esame dettagliato. Vennero individuati due contatti bloccati all'interno del relè, il che avrebbe spiegato il surriscaldamento sia del giorno dell'incidente che gli episodi intermittenti registrati nei giorni precedenti. Tale difetto, tuttavia, non avrebbe pregiudicato il funzionamento del sistema TOWS, e non venne riscontrato alcun difetto che potesse pregiudicare il sistema TOWS.
James W. Hudspeth, investigatore di un precedente quasi incidente (un MD-83, partito da Lanzarote) superficialmente simile, sottolineò che il fusibile del cosiddetto "relè di controllo a terra sinistro" nella posizione K-33 del il pannello di controllo poteva essere stato il vero colpevole dell'errata modalità di volo: Hudspeth scoprì durante un'indagine durata due settimane a Lanzarote che era consuetudine nella normale routine di manutenzione rimuovere temporaneamente questo interruttore per attivare la modalità di volo, ma l'interruttore successivamente a volte non viene sostituito correttamente. A causa della frequente movimentazione di questo interruttore, inoltre, non è semplice verificarne visivamente la corretta regolazione. Il team CIAIAC nel caso del JK 5022 scartò questa possibilità perché se l'interruttore fosse stato lasciato aperto avrebbe influenzato anche il funzionamento del sistema di avviso di stallo, e la registrazione CVR mostrò che il sistema di avviso di stallo funzionava normalmente.

#### Malware
Il quotidiano spagnolo El País riferì che, secondo un rapporto interno diffuso da Spanair, un malware che aveva infettato il sistema informatico centrale della compagnia aerea utilizzato per monitorare i problemi tecnici dell'aereo potrebbe aver impedito di lanciare l'allarme per molteplici problemi dell'aereo. Un giudice ordinò alla compagnia aerea di fornire tutti i registri del sistema informatico dei giorni precedenti e successivi all'incidente.

### Il rapporto finale
Il 26 luglio 2011 la CIAIAC pubblicò il suo Rapporto Finale. Nel capitolo "conclusioni" si legge:
- I piloti hanno perso il controllo del velivolo a causa di uno stallo intervenuto subito dopo il decollo in quanto non hanno configurato correttamente il velivolo (non sono stati estesi flap e slat in seguito a una serie di errori e omissioni). In aggiunta, non è intervenuto nessun allarme di "configurazione non corretta".
- I piloti non hanno riconosciuto la situazione di stallo e non sono intervenuti nel modo corretto per correggere la situazione, ma l'hanno peggiorata riducendo la potenza del motore e aumentando l'angolo di salita.
- I piloti non hanno rilevato l'errore di configurazione perché non hanno correttamente usato la check-list per selezionare e verificare la posizione di flap e slat durante la preparazione al decollo, e in particolare:
  - Non hanno azionato la leva di controllo di flap e slat durante la lettura della fase corrispondente nella "After Start checklist".
  - Non hanno effettuato un controllo incrociato tra la posizione delle leve e lo stato delle spie di segnalazione di flap e slat durante l'esecuzione della "After Start checklist".
  - Hanno omesso il controllo di flap e slat durante la "Take Off Briefing (taxi) checklist".
  - Il controllo visivo effettuato durante l'esecuzione della procedura "Final Items" della "Take Off Imminent checklist" non ha portato alla conferma della reale posizione di flap e slat.

Il CIAIAC determinò che i seguenti fattori avevano contribuito all'incidente:
- Assenza di qualsiasi segnalazione di errata configurazione di decollo in quanto il TOWS non ha funzionato. Non è stato possibile determinare la causa di questa anomalia.
- Inadeguato crew resource management (CRM), che non ha impedito la deviazione dalle procedure e le omissioni nella preparazione del volo.»

## Nella cultura di massa
Il volo Spanair 5022 è stato analizzato nella puntata Ultimo minuto della quindicesima stagione del documentario Indagini ad alta quota, trasmesso da National Geographic Channel.